# Lamprostola endochrysis
Lamprostola endochrysis là một loài bướm đêm thuộc phân họ Arctiinae, họ Erebidae.